# إيه شارب
إي شارب (بالإنجليزية: #A)‏ هو طريقة لاستخدام لغة البرمجة أيدا داخل إطار عمل دوت نت.
إي شارب يتم توزيعه بدون مقابل من خلال قسم علوم الحاسب من خلال أكاديمية القوات الجوية بالولايات المتحدة كخدمة لمجتمع مطوري لغة البرمجة أيدا تحت رخصة جنو العمومية.
AdaCore اكملت تطورها و أعلنت ظهور "GNAT للدوت نت"، و هو عبارة عن منتج إطار عمل دوت نت يدعم جميع مميزات إي شارب و مميزات أخرى

## وصلات خارجية
- إي شارب للدوت نت
- Ada شارب دوت نت بيئة البرمجة